# 熙彥
熙彥（1867年—？），喜塔臘氏，字雋甫，滿洲正白旗人。清末政治人物。

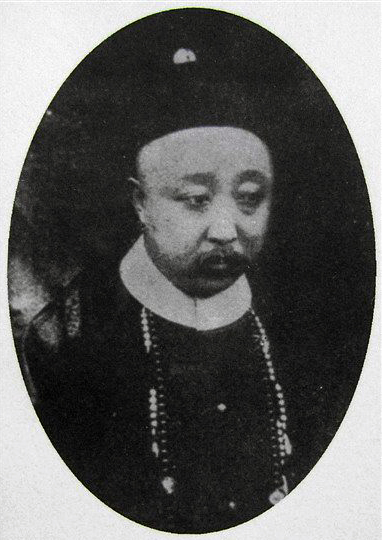

## 生平
光緒十八年（1892年）壬辰科進士；同年五月，授吏部候補員外郎；歷官吏部、民政部員外郎、內閣學士。光緒三十二年（1906年）任商部右參議，不久任農工商部左參議、左丞、署左侍郎，宣統二年（1910年）實授。宣統三年（1911年），袁世凱組閣，熙彥擔任農工商部副大臣。清亡後，曾於民國三年（1914年）擔任蒙藏院副總裁。1915年，洪宪帝制时授为少卿。1916年辞职。1922年短暂出任蒙藏院总裁。

## 家庭
- 父裕祿，直隶总督。
- 胞叔裕德，光緒二年（1876年）丙子恩科进士。
- 胞兄熙元，光緒己丑科進士。
- 胞兄熙徵；妻完顏氏（父內務府鑲黃旗滿洲、同治戊辰科進士嵩申；母楊佳氏，其父内务府镶黄旗汉军福振，胞叔道光甲辰科進士宜振）。
- 胞兄熙俊，襲三等承恩公；妻愛新覺羅氏（胞兄末代庆亲王載振，父慶密親王奕劻）。

## 參看
- 袁世凱內閣